# Pic d'Enclar
El Pic d'Enclar és una muntanya de 2.382,6 metres que es troba al ben mig de la Serra d'Enclar, entre el Bony de la Pica i el Pic de Sispony, a la Parròquia d'Andorra la Vella Andorra.